# Vệ binh dải Ngân Hà (nhạc phim)
Guardians of the Galaxy: Awesome Mix Vol. 1 (Original Motion Picture Soundtrack) là album nhạc phim của bộ phim điện ảnh cùng tên Vệ binh dải Ngân hà của hãng Marvel Studios. Một album bao gồm tất cả các ca khúc có trong cuốn băng cat-set của nhân vật Peter Quill trong phim, được hãng Hollywood Records phát hành vào ngày 29 tháng 7 năm 2014. Một album nhạc phim riêng biệt do Tyler Bates soạn nhạc cũng được Hollywood Records phát hành cùng ngày, cùng với một phiên bản deluxe có trong cả hai album trên. Album nhạc phim đã từng đoạt ngôi quán quân bảng xếp hạng Billboard 200, trở thành album nhạc phim đầu tiên trong lịch sử gồm toàn những ca khúc phát hành trước đó đạt được thành tích trên.
Album đã đứng đầu bảng xếp hạng Billboard 200 trong 11 tuần liên tiếp và 16 tuần tất cả. Tính đến tháng 1 năm 2015, album đã bán được 1.003.000 bản tại Hoa Kỳ và được RIAA chứng nhận bạch kim. Album là album nhạc phim bán chạy thứ hai tại Hoa Kỳ trong năm 2014, chỉ xếp sau nhạc phim của Nữ hoàng băng giá.

## Bối cảnh
Vào tháng 8 năm 2013, đạo diễn phim James Gunn đã đăng trên trang Facebook cá nhân rằng Tyler Bates sẽ là người soạn nhạc nền cho phim. Gunn tuyên bố rằng Bates sẽ soạn một số bài hát đầu tiên để ông có thể quay phim dựa theo nhạc, trái ngược với cách soạn nhạc phim truyền thống. Tháng 2 năm 2014, Gunn tiết lộ phim sẽ kết hợp thêm những ca khúc từ thập niên 1970 và 1980, chẳng hạn như "Hooked on a Feeling" trong một mixtape trong Walkman của Quinn, hoạt động giống như một cách để anh ta kết nối với Trái Đất, quê hương và gia đình đã mất của mình. Tháng 5 năm 2014, Gunn cho biết thêm rằng việc sử dụng những ca khúc từ thập niên 70-80 là "những điểm liên kết văn hóa"; ông nói, "Nó tạo ra sự cân bằng trong suốt bộ phim, qua một thứ gì đó không chỉ rất độc đáo, mà còn dễ dàng tiếp cận với mọi người vào lúc đó. Chất liệu âm nhạc và Trái Đất là một trong số những tiêu chuẩn đó, nhắc nhở chúng ta rằng: Đúng, [Quill] là một con người thực đền từ hành tinh Trái Đất giống như các bạn và tôi. Ngoại trừ việc anh ta đang ở ngoài chuyến phiêu lưu không gian rộng lớn hơn này.

## Guardians of the Galaxy: Awesome Mix Vol. 1 (Original Motion Picture Soundtrack)
| Đánh giá chuyên môn | Đánh giá chuyên môn |
| Nguồn đánh giá      | Nguồn đánh giá      |
| Nguồn               | Đánh giá            |
| ------------------- | ------------------- |
| AllMusic            | [ 9 ]               |
| Amazon.com          | [ 10 ]              |
| iTunes Store        | [ 11 ]              |

### Danh sách bài hát
Tất cả bài hát—ngoại trừ "Spirit in the Sky" chơi trong đoạn trailer, đều xuất hiện trong phim. "Never Been to Spain" của Three Dog Night, "Magic" của Pilot và "Livin' Thing" của Electric Light Orchestra đều được sử dụng trong quá trình quay phim; tuy nhiên, các cảnh những ca khúc này làm nền đã bị cắt khỏi bản cuối của phim. "Wichita Lineman" của Glen Campbell và "Mama Told Me (Not to Come)" của Three Dog Night đều được cân nhắc làm bài hát nền chính của phim thay vì "Moonage Daydream". "Fox on the Run" của Sweet và "Surrender" của Cheap Trick đều được cân nhắc làm nhạc nền trong phim.
| STT              | Nhan đề                          | Nghệ sĩ trình diễn           | Thời lượng |
| ---------------- | -------------------------------- | ---------------------------- | ---------- |
| 1.               | "Hooked on a Feeling"            | Blue Swede                   | 2:52       |
| 2.               | "Go All the Way"                 | Raspberries                  | 3:21       |
| 3.               | "Spirit in the Sky"              | Norman Greenbaum             | 4:02       |
| 4.               | "Moonage Daydream"               | David Bowie                  | 4:41       |
| 5.               | "Fooled Around and Fell in Love" | Elvin Bishop                 | 4:35       |
| 6.               | "I'm Not in Love"                | 10cc                         | 6:03       |
| 7.               | "I Want You Back"                | The Jackson 5                | 2:58       |
| 8.               | "Come and Get Your Love"         | Redbone                      | 3:26       |
| 9.               | "Cherry Bomb"                    | The Runaways                 | 2:17       |
| 10.              | "Escape"                         | Rupert Holmes                | 4:37       |
| 11.              | "O-o-h Child"                    | Five Stairsteps              | 3:13       |
| 12.              | "Ain't No Mountain High Enough"  | Marvin Gaye và Tammi Terrell | 2:29       |
| Tổng thời lượng: | Tổng thời lượng:                 | Tổng thời lượng:             | 44:35      |

### Xếp hạng và chứng nhận
Tính đến tháng 8 năm 2014, Guardians of the Galaxy: Awesome Mix Vol. 1 đã đạt vị trí quán quân trên bảng xếp hạng Billboard 200, trở thành album nhạc phim đầu tiên trong lịch sử bao gồm tất cả những bài hát được phát hành trước đây từng đạt thành tích này. Tính đến tháng 9 năm 2014, Guardians of the Galaxy: Awesome Mix Vol. 1 là album nhạc phim bán chạy thứ hai tại Hoa Kỳ (sau Nữ hoàng băng giá) với 426,000 bản tiêu thụ vào thời điểm đó. Album cũng là album nhạc phim thứ hai do Disney Music Group phát hành năm đó (cũng sau Nữ hoàng băng giá đạt vị trí số 1 trên bảng xếp hạng trên. Album được chứng nhận vàng bởi Hiệp hội Công nghiệp ghi âm Hoa Kỳ, tám tuần sau khi phát hành. Một ấn bản vinyl LP độc quyền cũng được phát hành vào ngày 16 tháng 9 năm 2014. Ngày 28 tháng 11 năm 2014, nhạc phim có thêm một cuốn băng cassette ấn bản giới hạn phát hành độc quyền cho các nhà bán lẻ liên quan đến Sự kiện Thứ sáu Đen của Record Store Day, và là đĩa cassette đầu tiên do Disney Music Group phát hành kể từ Classic Disney: 60 Years of Musical Magic năm 2003. Album nhạc phim cũng trở thành album bán chạy thứ năm trong năm 2014, tiêu thụ tổng cộng 898,000 bản năm đó. Tháng 1 năm 2015, album được chứng nhận bạch kim của RIAA. Album cũng bán tổng cộng hơn 1,003,000 bản tại Hoa Kỳ. Trên toàn cầu, Guardians of the Galaxy: Awesome Mix Vol. 1 đã bán hơn 2.5 triệu bản năm 2014.

#### Xếp hạng
| Xếp hạng (2014)                     | Vị trí cao nhất |
| ----------------------------------- | --------------- |
| Album Úc (ARIA)                     | 2               |
| Album Bỉ (Ultratop Vlaanderen)      | 18              |
| Album Bỉ (Ultratop Wallonie)        | 23              |
| Canadian Albums Chart               | 1               |
| Album Đan Mạch (Hitlisten)          | 5               |
| Album Hà Lan (Album Top 100)        | 27              |
| Album Pháp (SNEP)                   | 46              |
| Album Hungaria (MAHASZ)             | 11              |
| Italian Compilation Albums Chart    | 2               |
| Album New Zealand (RMNZ)            | 7               |
| Album Tây Ban Nha (PROMUSICAE)      | 28              |
| Album Thụy Sĩ (Schweizer Hitparade) | 67              |
| UK Compilation Albums Chart         | 2               |
| US Billboard 200                    | 1               |
| US Billboard Top Soundtracks        | 1               |
| US Billboard Top Rock Albums        | 1               |
| US Billboard Top Digital Albums     | 1               |

#### Xếp hạng năm
| Xếp hạng (2014)         | Vị trí |
| ----------------------- | ------ |
| Australian Albums Chart | 22     |

#### Chứng nhận
| Quốc gia                                                                           | Chứng nhận  | Số đơn vị/doanh số chứng nhận |
| ---------------------------------------------------------------------------------- | ----------- | ----------------------------- |
| Úc (ARIA)                                                                          | 2× Bạch kim | 140.000^                      |
| Canada (Music Canada)                                                              | Bạch kim    | 80.000^                       |
| New Zealand (RMNZ)                                                                 | Vàng        | 7.500^                        |
| Hoa Kỳ (RIAA)                                                                      | Bạch kim    | 1,003,000                     |
| Toàn cầu (IFPI)                                                                    | —           | 2,500,000                     |
| * Chứng nhận dựa theo doanh số tiêu thụ. ^ Chứng nhận dựa theo doanh số nhập hàng. |             |                               |

## Guardians of the Galaxy (Original Score)
| Đánh giá chuyên môn | Đánh giá chuyên môn |
| Nguồn đánh giá      | Nguồn đánh giá      |
| Nguồn               | Đánh giá            |
| ------------------- | ------------------- |
| Amazon.com          | [ 46 ]              |

### Danh sách bài hát
Tất cả nhạc phẩm được soạn bởi Tyler Bates.
| STT              | Nhan đề                         | Thời lượng |
| ---------------- | ------------------------------- | ---------- |
| 1.               | "Morag"                         | 1:58       |
| 2.               | "The Final Battle Begins"       | 4:21       |
| 3.               | "Plasma Ball"                   | 1:18       |
| 4.               | "Quill's Big Retreat"           | 1:38       |
| 5.               | "To the Stars"                  | 2:52       |
| 6.               | "Ronan's Theme"                 | 2:24       |
| 7.               | "Everyone's an Idiot"           | 1:26       |
| 8.               | "What a Bunch of A-Holes"       | 2:14       |
| 9.               | "Busted"                        | 1:34       |
| 10.              | "The New Meat"                  | 0:36       |
| 11.              | "The Destroyer"                 | 1:27       |
| 12.              | "Sanctuary"                     | 2:26       |
| 13.              | "The Kyln Escape"               | 7:23       |
| 14.              | "Don't Mess With My Walkman"    | 0:44       |
| 15.              | "The Great Companion"           | 0:51       |
| 16.              | "The Road to Knowhere"          | 0:37       |
| 17.              | "The Collector"                 | 3:20       |
| 18.              | "Ronan's Arrival"               | 0:56       |
| 19.              | "The Pod Chase"                 | 3:56       |
| 20.              | "Sacrifice"                     | 3:20       |
| 21.              | "We All Got Dead People"        | 1:46       |
| 22.              | "The Ballad of the Nova Corps." | 1:48       |
| 23.              | "Groot Spores"                  | 1:11       |
| 24.              | "Guardians United"              | 2:46       |
| 25.              | "The Big Blast"                 | 3:05       |
| 26.              | "Groot Cocoon"                  | 2:29       |
| 27.              | "Black Tears"                   | 2:43       |
| 28.              | "Citizens Unite"                | 1:15       |
| 29.              | "A Nova Upgrade"                | 2:10       |
| Tổng thời lượng: | Tổng thời lượng:                | 64:34      |